# Pierre Hilderald
Pierre Hilderald (1994) è un giocatore di football americano francese che gioca come wide receiver per gli Ours de Toulouse.